# Schloss Nanteuil
Das Schloss Nanteuil war ein Schloss aus dem Mittelalter und der Renaissance in der Gemeinde Nanteuil-le-Haudouin (Oise) an der Straße von Paris nach Soissons. Heute sind die Hauptgebäude zerstört. Die meisten der ehemaligen Wirtschaftsgebäude des Schlosses sowie zwei Pavillons im Garten sind jedoch erhalten geblieben.

## Geschichte

### Herren und Grafen von Nanteuil
Besitzer des Schlosses waren
- Die Grafen von Ponthieu
- Die Grafen von Crépy
- Das Haus Pacy
- Das Haus Broyes
- Das Haus Guise (1556–1576)
- Das Haus Schomberg (1578–1658)
- Das Haus Estrées (ab 1658)
- Das Haus Condé

Henri de Lenoncourt († 1552), Ehemann von Marguerite de Broyes, erreichte 1543, dass König Franz I. Nanteuil zur Grafschaft erhob. Franz I. und sein Sohn Heinrich II. hielten sich mehrmals in Nanteuil auf und unterzeichneten dort mehrere Urkunden.
François de Lorraine, Duc de Guise, zwang die Witwe des Grafen, ihm das Land und die Grafschaft Nanteuil zu verkaufen, der Connétable Anne de Montmorency half dem Herzog beim Abschluss dieses Geschäfts. Der Vertrag über diesen Zwangsverkauf stammt aus dem Jahr 1556 und nennt als Abtretungspreis 260.000 Livres. Diese Summe entsprach jedoch kaum den Arbeiten, die Henri de Lenoncourt am Schloss in Auftrag gegeben hatte. Der Herzog wohnte gewöhnlich in Nanteuil und empfing hier häufig die Könige Heinrich II., der im Schloss auch Staatsratssitzungen abhielt, und dessen Sohn Franz II.
Mit dem Tod Franz II. gegen Ende des Jahres 1560 sahen die Guise dann ihre ehrgeizigen Pläne scheitern und zogen sich vom Hof zurück; der Duc de Guise richtete als Angehöriger des Triumvirats im Schloss Nanteuil jedoch eine Art Sitz dieser Gruppe ein.
Henri de Lorraine, Duc de Guise, genannt le Balafré, übergab 1576 dem König Heinrich III. das Land und das Schloss Nanteuil und bat ihn, darüber zu verfügen. Der König behielt es zwei Jahre lang und schenkte es dann dem Offizier Gaspard de Schomberg († 1599), der es zu seinem Wohnsitz machte und am Schloss, das bereits sehr groß und reich verziert war, einige Erweiterungen vornahm. Dessen Sohn Henri de Schomberg besaß danach die Grafschaft und starb 1632. Er vollendete die beiden Pavillons des Schlosses, die noch nicht fertiggestellt worden waren. Henris Sohn Charles de Schomberg († 1656) folgte im Besitz der Grafschaft Nanteuil und starb kinderlos.
1658 kaufte François-Annibal d’Estrées († 1670) das Land und die Grafschaft Nanteuil (einschließlich des Schlosses) von Charles’ Schwestern für die gigantische Summe von 960.000 Livres. Nächster Besitzer war dessen Sohn Jean II. d’Estrées († 1707).
Der Duc d’Estrées († 1737) besaß das Schloss als Sohn von Jean II. ebenfalls. Er verwendete sein Vermögen für den Erwerb bedeutender Sammlungen von Kunstgegenständen und Büchern sowie von Landkarten, die er in seinem Hotel in der Rue de l’Université (Hôtel de Noailles) und im Schloss Nanteuil anlegte. Das Inventar nach dem Tod des Duc d’Estrées wurde am 13. Januar 1738 aufgestellt.

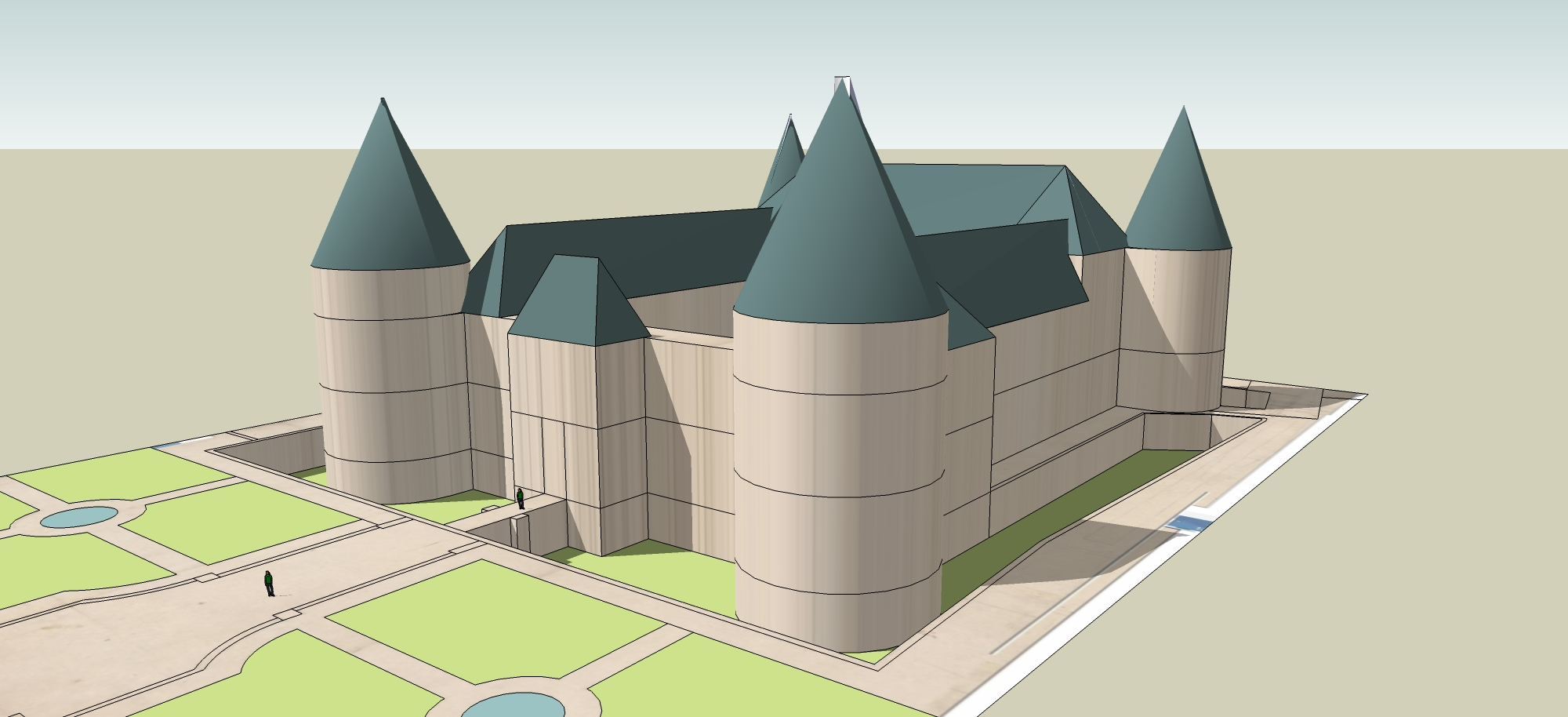
Virtuelle Ansicht des Schlosses Nanteuil im 17. Jahrhundert
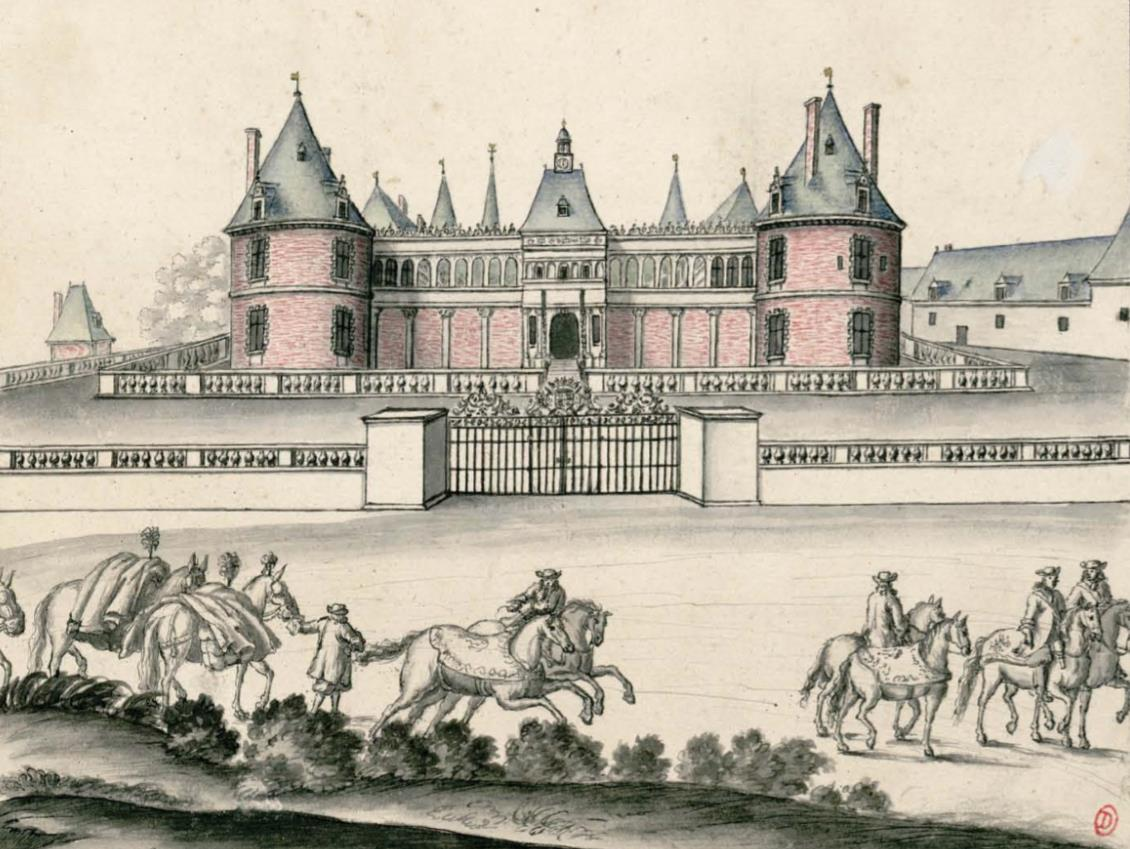
Fassade des Schlosses Nanteuil Ende des 17. Jahrhunderts, Institut national d’histoire de l’art (INHA)
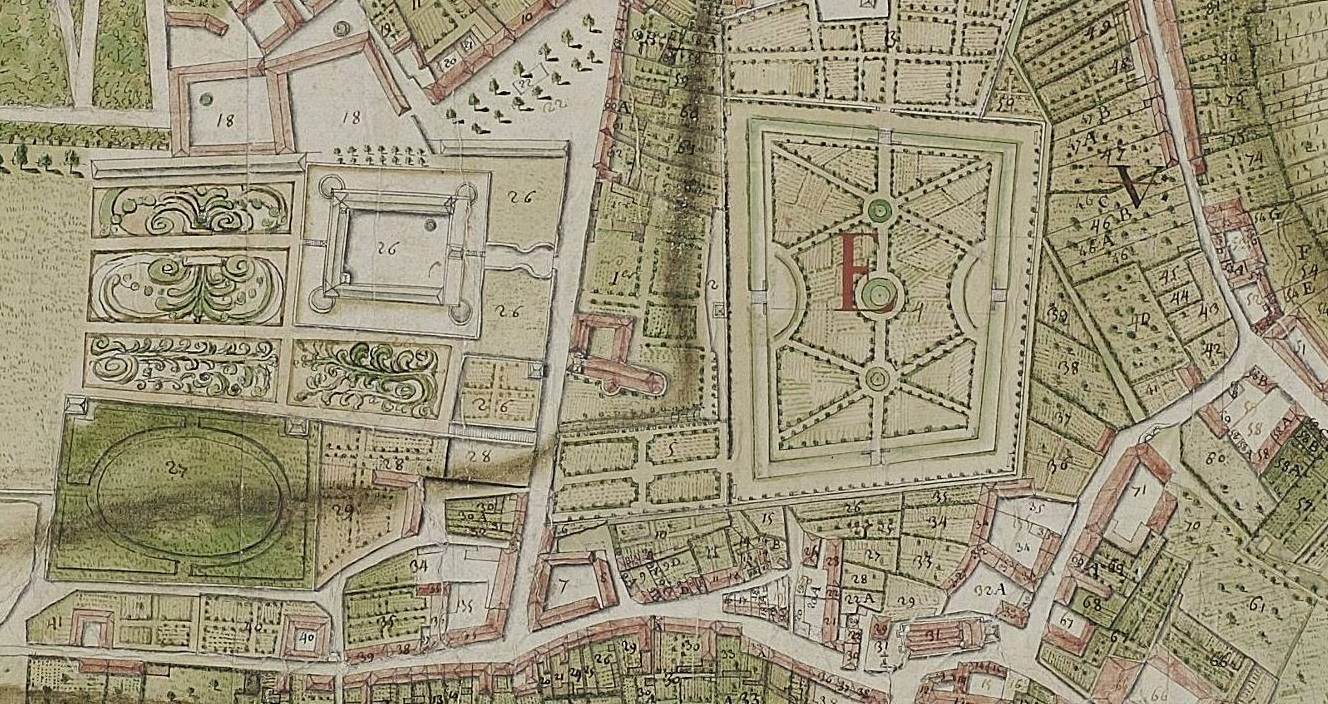
Plan Nanteuils mit Schloss und Gemüsegarten, Ende des 17. Jahrhunderts
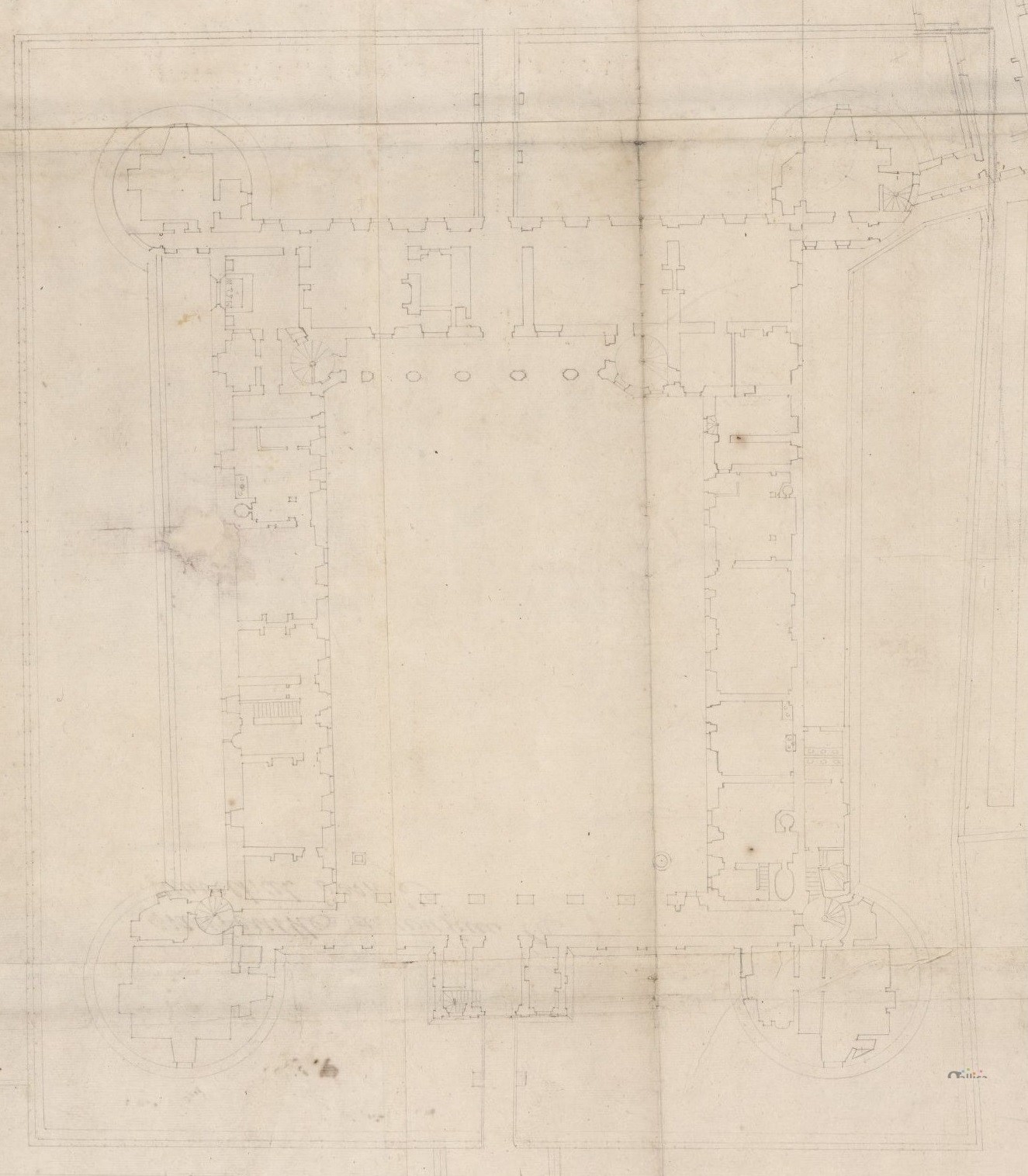
Planzeichnung des Erdgeschosses, BNF,[4] um 1720.
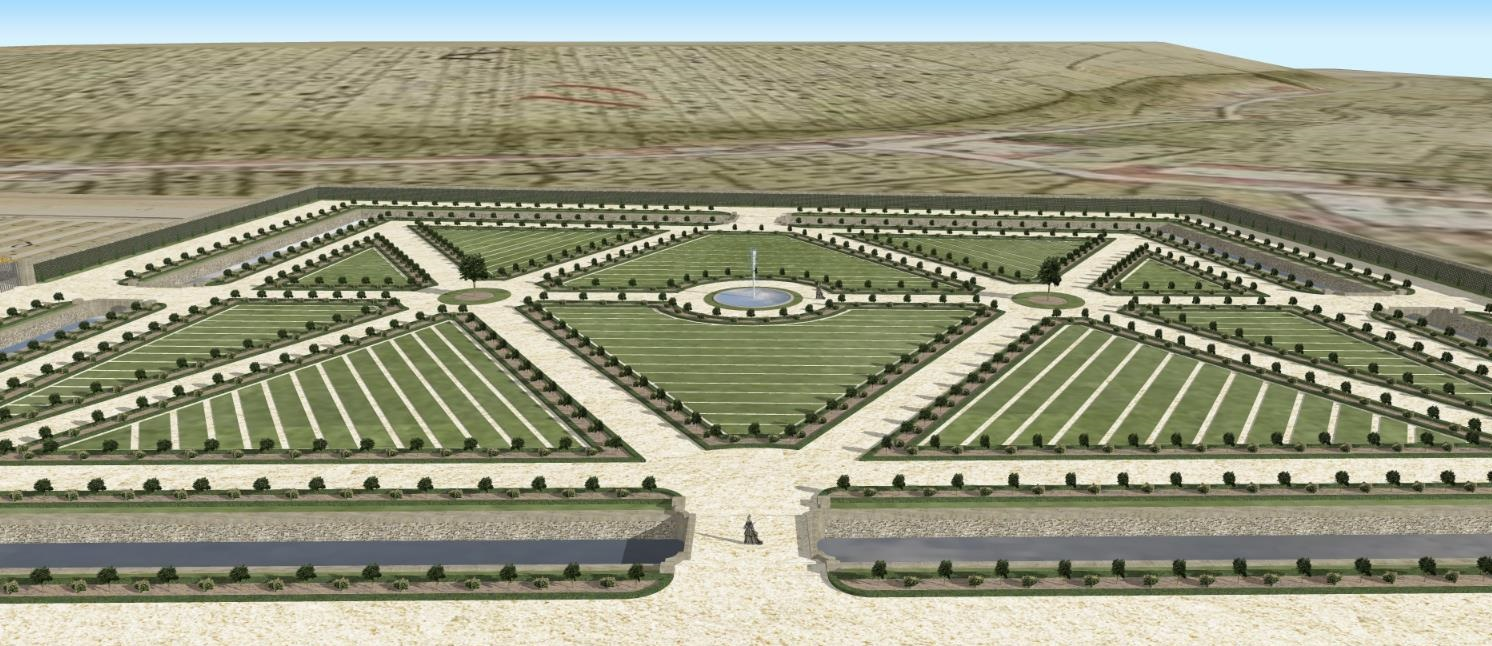
3D-Restitution des Gemüsegartens von Nanteuil, erste Hälfte des 18. Jahrhunderts

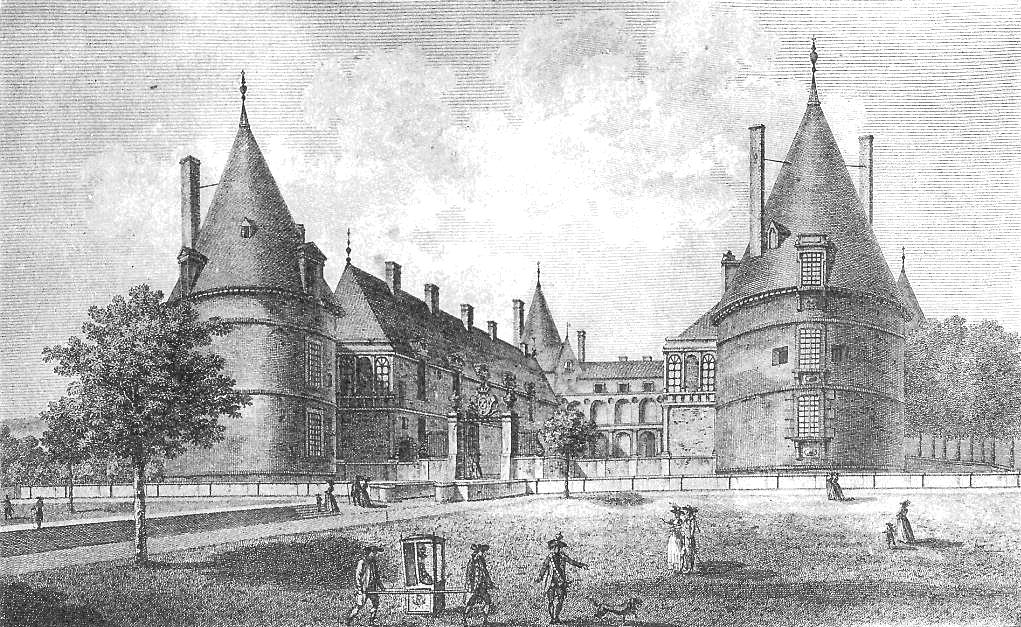
Schloss Nanteuil, Gravur von Tavernier, 2. Hälfte des 18. Jahrhunderts
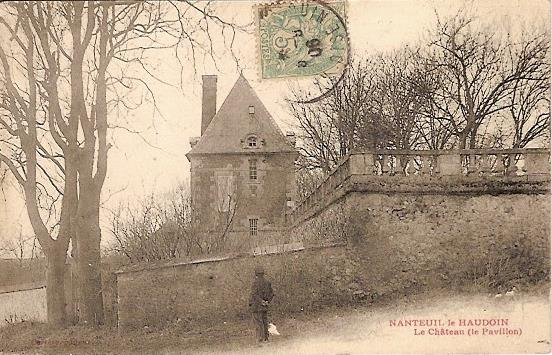
Blick auf die Terrasse des Schlosses, mit einem Pavillon im Hintergrund. Um 1900

### Zerstörung
Im 18. Jahrhundert gehörte das Schloss dem Prince de Condé († 1818). Er war einer der ersten, die während der Französischen Revolution ins Ausland flohen. Auch leistete er dem Dekret der konstituierenden Nationalversammlung der Republik von 1791 nicht Folge, das den Emigranten befahl, bis zum 1. Januar 1792 nach Frankreich zurückzukehren, da ihnen sonst der Tod und die Beschlagnahmung ihres Besitzes drohten. Der Abriss ihrer Schlösser war eine Antwort der Republik auf die konterrevolutionären Aktionen der Emigranten, die Gegner der jungen französischen Republik waren.

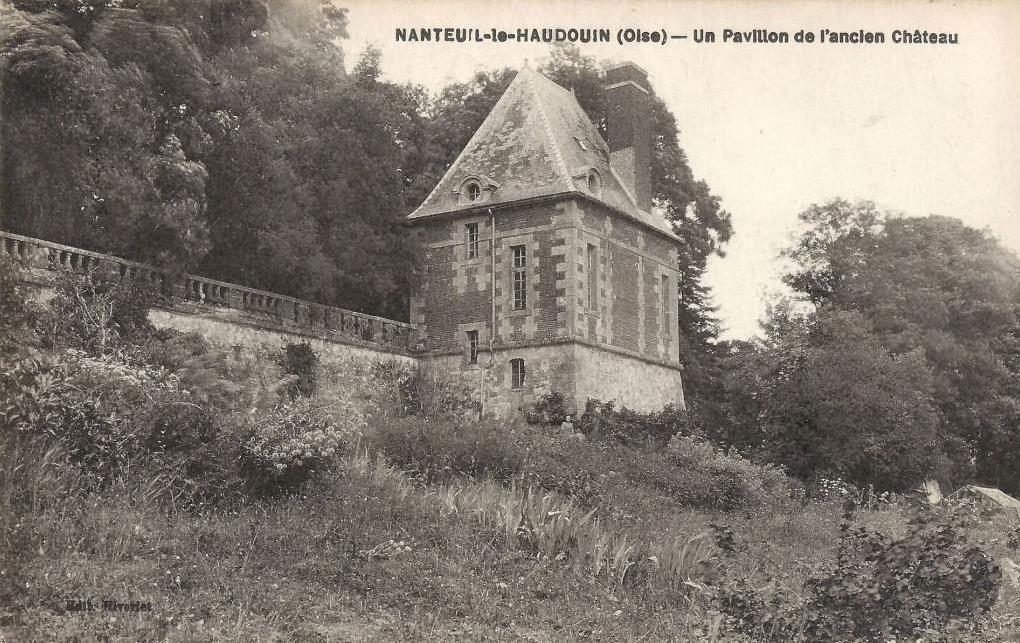
Pavillon, um 1900
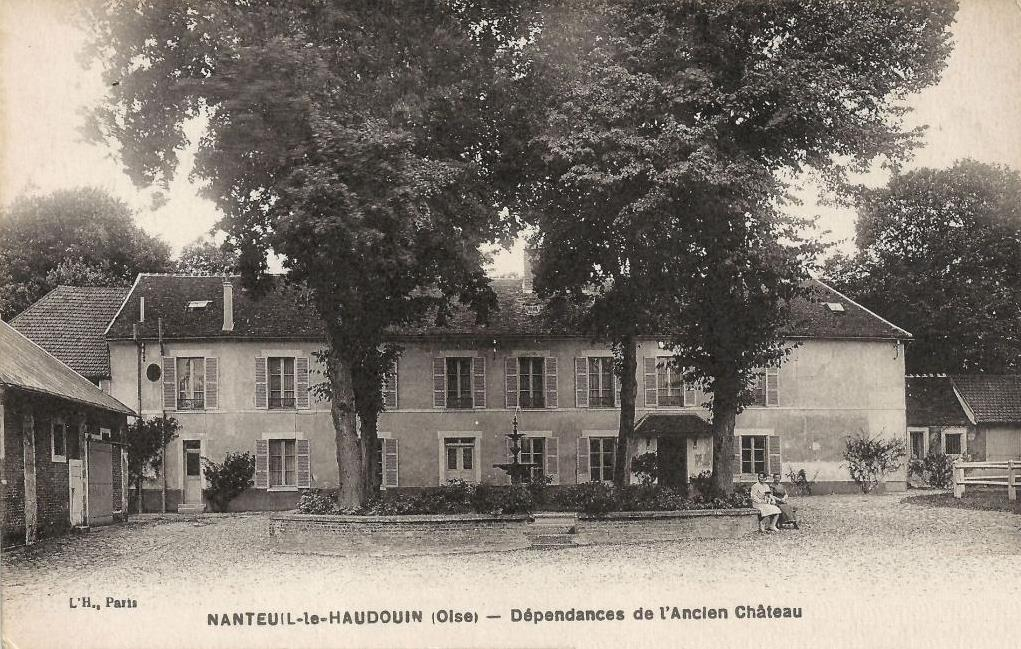
Nebengebäude, um 1900
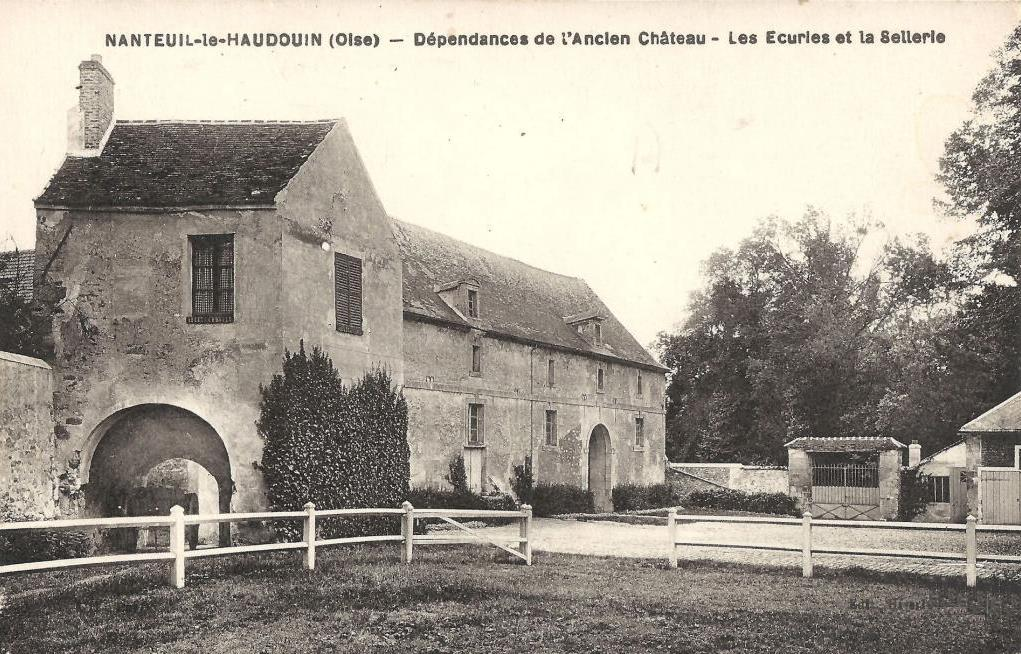
Stallungen und Sattlerei, um 1900
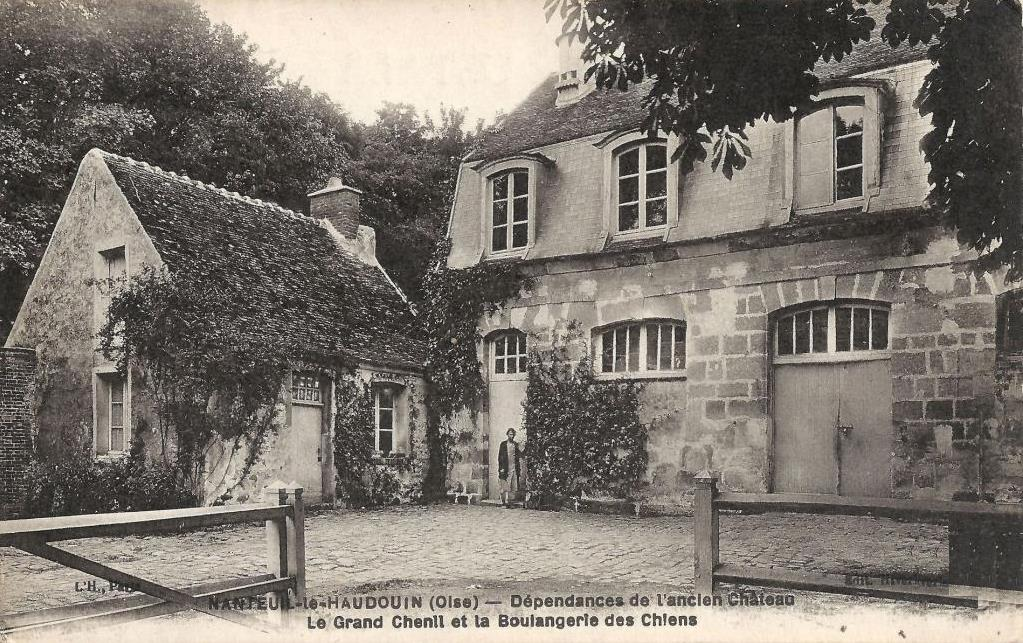
Der große Zwinger und die Hundebäckerei, um 1900
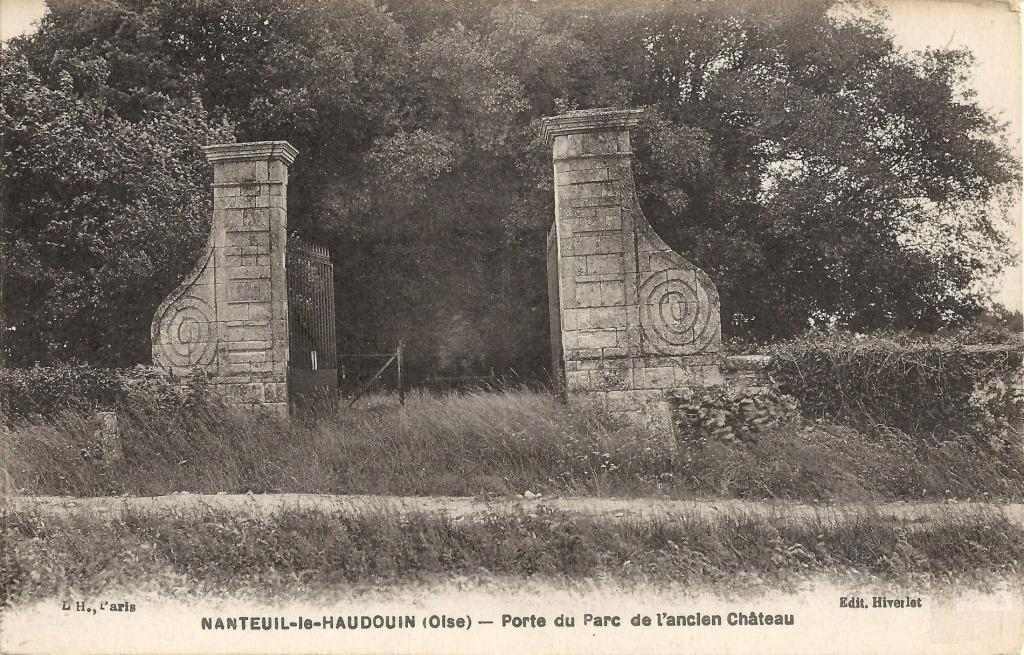
Tor zum Park, um 1900
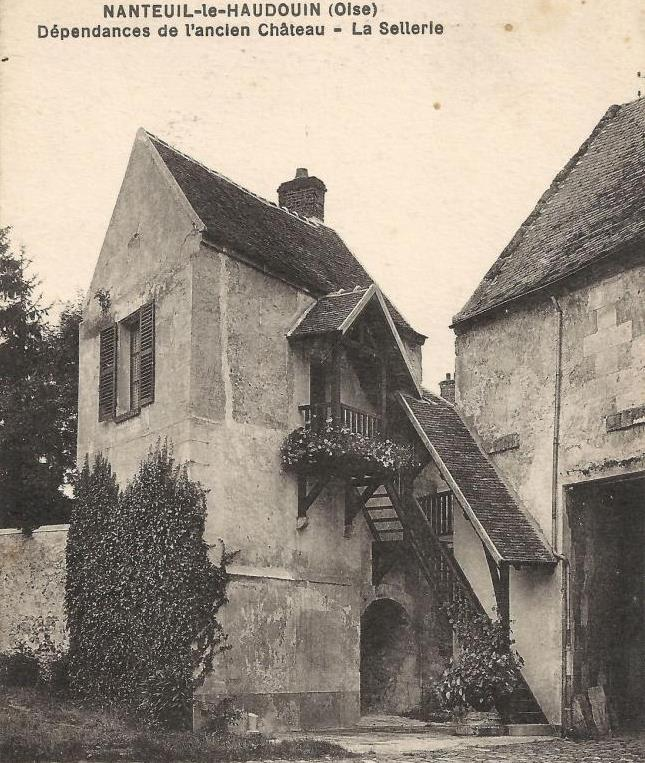
Sattlerei, um 1900.

In der Rue des Pavillons 3 sind noch zwei Pavillons des ehemaligen Schlosses aus dem 17. Jahrhundert erhalten. Die Fassaden und Dächer der Pavillons sowie die Stützmauer der Terrassen wurden per Erlass vom 20. Januar 1950 in die Liste der historischen Denkmäler aufgenommen.

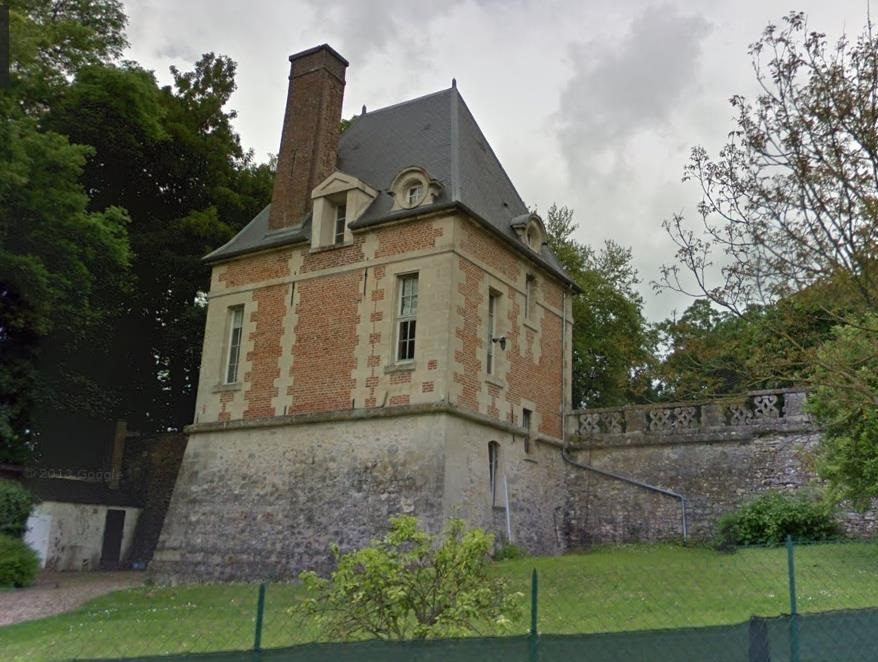
Einer der beiden erhaltenen Pavillons (der westliche), mit Blick von der Terrasse, 2015